# Muppets from Space
Muppets from Space (Los Muppets en el espacio en Hispanoamérica, y Los Teleñecos en el espacio en España) es el séptimo largometraje protagonizado por The Muppets, y la primera desde la muerte del creador de Muppets Jim Henson en tener una trama original enfocada en los Muppets. La película fue dirigida por Tim Hill, producida por Jim Henson Pictures y lanzada a los cines el 14 de julio de 1999 por Columbia Pictures. Esta película y The Muppets Take Manhattan son las únicas películas cinematográficas de los Muppets que no son propiedad de Walt Disney Motion Pictures Group después de que The Walt Disney Company adquiriera la franquicia.

## Argumento
Gonzo siempre ha sido clasificado como un `lo que sea´. Después de tener una pesadilla en la que Noé no le deja subir al Arca por no pertenecer a ninguna especie, Gonzo empieza a darse cuenta de lo solo que está en el mundo. Después de tener ese sueño, le dice a Kermit que está harto de ser clasificado como un `loque sea´. Pero eso se acaba cuando unos alienígenas le mandan mensajes en varias partes del mundo diciéndole que mire al cielo. Gonzo sale al tejado y mira al cielo, donde los alienígenas se comunican con él a través de un rayo y le dicen que es uno de ellos.
Kermit y los demás no creen a Gonzo cuando se lo cuenta. Rizzo la rata y Pepe el langostino se hacen pasar por alienígenas y le mandan otro mensaje a Gonzo diciéndole que si construye un jacuzzi, vendrán. Gonzo construye un jacuzzi, pero los alienígenas no aparecen. Gonzo va a un programa de alienígenas y todo el mundo se entera de que es un alienígena. El programa es visto por Edgar Singer, un hombre que trabaja para COVNET, una organización secreta hecha para combatir a los alienígenas. Singer ha visto las señales que los alienígenas le han mandado a Gonzo, pero su superior, el general Luft, no cree que eso sea una prueba de que los alienígenas existen.  Singer ve en Gonzo la oportunidad de demostrar que los alienígenas existen. Gonzo y Rizzo son llevados a la sede de COVNET, camuflada como una fábrica de cemento. Mientras el doctor Van Neuter va a arrancarle la cabeza a Gonzo, Rizzo es llevado a un laboratorio con otras ratas.
Kermit, Pepe el Langostino, Miss Piggy, el Oso Fozzie y Animal van a buscar a Gonzo armados con una puerta en un frasco, un patito de goma que dispara spray invisible y gas hipnotizador. Los alienígenas consiguen comunicarse con Gonzo y le dicen que van a aterrizar. Gonzo les dice que aterricen en la playa Cabe Doom. Kermit y los demás llegan y Miss Piggy utiliza el gas hipnotizador para convencer a un vigilante de que los deje entrar. Todos se echan spray invisible, pero Fozzie usa el baño y se lava las manos, haciéndolas visibles. Una vigilante ve las manos de Fozzie, pero Animal la espanta. Al final, los efectos del spray invisible se pasan y todos vuelven a ser visibles. Rizzo escapa y mientras las demás ratas distraen al doctor Van Neuter, el y Gonzo escapan. Singer llama a Luft y le lleva al quirófano para enseñarle a Gonzo, pero Gonzo ya ha escapado y lo único que Luft ve es a Van Neuter defenderse de las ratas. Luft toma por loco a Singer y le despide. Singer y el agente Rentro deciden ir a Cabe Doom armados con el Rayo Mortal, pero el coche de Singer está en el depósito por culpa de Rentro, así que se ven obligados a ir en el `coche de la empresa´: una hormigonera. 
Después de reunirse con Gonzo, todos Los Muppets y varios fanes de los alienígenas van a Cabe Doom. Los alienígenas llegan y le explican a Gonzo que lo perdieron hace mucho tiempo. Gonzo está contento de reencontrarse con los suyos. Para celebrarlo, los alienígenas cantan la canción `Celebration´. Singer aparece y trata de matar a los alienígenas con el Rayo Mortal, pero no lo consigue, ya que Rnetro lo había desactivado. Los alienígenas, creyendo que todo es una broma, encuentran gracioso a Singer. Gonzo les da las gracias por haberse molestado tanto en encontrarle, pero finalmente decide quedarse en la Tierra con los demás Muppets. Los alienígenas invitan a Singer a irse con ellos y Singer accede. Después de despedirse de los alienígenas, Gonzo y los demás suben al tejado y miran al cielo. Gonzo les dice que se pregunta por qué los alienígenas le pidieron que construyera un jacuzzi, provocando que Rizzo y Pepe suelten una risita nerviosa.

## Elenco
- Jeffrey Tambor - K. Edgar Singer
- F. Murray Abraham - Noah
- David Arquette - Dr. Tucker
- Rob Schneider - productor de televisión de UFO Mania
- Andie MacDowell - Shelley Snipes
- Ray Liotta - Guardia  #1
- Kathy Griffin - Guardia  #2
- Pat Hingle - General Luft
- Josh Charles - Agente Barker
- Gary Owens - Voz de Anunciador de UFO (no acreditado)

En una escena, Hulk Hogan hace una aparición. Katie Holmes y Joshua Jackson tienen cameos sin acreditar en la película como los personajes de la serie de televisión Dawson's Creek. Aunque ningún personaje es identificado por nombre, se refieren a la ausencia de Dawson. Muppets from Space fue filmado en los estudios EUE Screen Gems en Wilmington, NC en el mismo lote de producción utilizado para Dawson's Creek.

### Interpretadores de Muppets
- Bill Barretta - Pepe el Langostino, Bobo el Oso como Agente Rentro, Johnny Fiama, Bubba la Rata, Pescado Cósmico #2, Rowlf el Perro
- Kevin Clash - Clifford
- Dave Goelz - El Gran Gonzo, Waldorf, El Cocinero Sueco, Dr. Bunsen Honeydew, El Hombre Pájaro , Zoot
- Brian Henson - Dr. Phil Van Neuter, Sal Minella, Talking Sandwich
- John Henson - Sweetums
- Jerry Nelson - Robin la rana, Statler, Uber-Gonzo, Floyd Pepper
- Adam Hunt - Scooter
- Peter Linz - Shakes la Rata, Miss Piggy (Manejo del títere solamente, la voz fue echa siempre por Frank Oz)
- Drew Massey - Fast Eddie
- Frank Oz - Miss Piggy, Fozzie Bear,  Animal, Sam el Águila, manos de Cocinero Sueco
- Steve Whitmire - Kermit the Frog, Rizzo la Rata, Beaker, Bean Bunny, Pescado Cósmico #1
- John Kennedy - Dr. Dientes

## Producción
Al igual que en la película anterior, La isla del tesoro de los Teleñecos (1996), el veterano Frank Oz no estuvo disponible durante la mayor parte del rodaje de Los Teleñecos del espacio debido a conflictos con sus obligaciones como director. En consecuencia, sus personajes, Miss Piggy, Fozzie Bear, Animal y Sam Eagle, fueron interpretados en el plató por otros titiriteros, y Oz repitió su voz en la postproducción. Durante la mayor parte del rodaje, Peter Linz interpretó a Miss Piggy, John Kennedy a Fozzie Bear y Sam Eagle, y Rickey Boyd a Animal. Las voces de Kennedy y Linz pueden escucharse en el tráiler de la película. Además, el intérprete de los Teleñecos Kevin Clash tampoco estuvo disponible durante la mayor parte del rodaje, debido a conflictos de agenda con su trabajo en Barrio Sésamo (1969-presente).
El rodaje comenzó en noviembre de 1998 en los estudios Screen Gem de Wilmington, Carolina del Norte.
La película supondría la primera aparición de Scooter desde la atracción del parque temático Muppet*Vision 3D (1991). Su voz fue interpretada en Los Teleñecos del Espacio por Adam Hunt, hermano del intérprete inicial de Scooter, Richard Hunt.
Los efectos visuales de la película corrieron a cargo de Illusion Arts.

### Taquilla
Los Teleñecos del Espacio se estrenó el 14 de julio de 1999 en 2.265 cines y recaudó 7 millones de dólares durante los cinco días que duró su apertura. Al final de su andadura en los cines, la película recaudó 22,3 millones de dólares en todo el mundo frente a los 24 millones de dólares de su presupuesto.

## Crítica
En Rotten Tomatoes, la película cuenta con un índice de aprobación del 63% basado en 57 críticas y una puntuación media de 6,17/10. El consenso del sitio dice: "Si los Teleñecos del espacio carecen de la magia y el ingenio de sus predecesores cinematográficos, este juego espacial agradablemente tonto es lo suficientemente divertido e inteligente como para ser un entretenimiento familiar mejor que la media". En Metacritic, que utiliza una media de las críticas de los críticos, la película tiene una puntuación de 53/100, lo que indica "críticas mixtas o medias".
Roger Ebert, del Chicago Sun-Times, dio a la película una puntuación de dos estrellas (sobre cuatro) y concluyó su crítica diciendo que "tal vez Los Teleñecos del Espacio no sea muy buena y vuelva a aparecer. Eso espero. Porque parece que ya no me importan mucho". Por el contrario, Robin Rauzi, de Los Angeles Times, hizo una crítica positiva de la película, afirmando que "veinte años después de La película de los Teleñecos y 30 después del comienzo de Barrio Sésamo, todavía hay vida en estas creaciones de fieltro, gomaespuma y piel falsa. Con cuidado, entretendrán y educarán fácilmente a una tercera o cuarta generación de niños. La magia ha vuelto".
Michael Wilmington, crítico de The Chicago Tribune, alabó las interpretaciones de los titiriteros, pero señaló que "esta película no es lo bastante tontorrona ni soñadora, por muy atractivo que resulte reencontrarse con las intrigas de Miss Piggy, la melancolía de Kermit o la rareza de Gonzo. Lawrence Van Gelder, de The New York Times, opinaba que "el movimiento frenético y la música estridente abruman la calidez y la compasión, y se pierde el equilibrio entre el carácter, la trama, el humor irreverente y la decencia innata que hizo que algunas de las primeras películas de los Teleñecos fueran tan bienvenidas".
En una entrevista de 2000, Frank Oz declaró que la película no estaba "a la altura de lo que debería haber sido" y "no es la película que queríamos que fuera".